# Mykolas Alekna
Mykolas Alekna (* 28. září 2002) je litevský atlet, který se specializuje na hod diskem. Jeho otcem je dvojnásobný olympijský vítěz a mistr světa Virgilijus Alekna. Stejné atletické disciplíně se věnuje i jeho starší bratr Martynas.
Mezi jeho největší úspěchy patří stříbrná a bronzová medaile z mistrovství světa, titul mistra Evropy z roku 2022 a titul juniorského mistra světa.
V dubnu 2023 si v kalifornském Berkeley posunul osobní rekord na rovných 71 metrů.
V americké Ramoně 13. dubna 2025 vylepšil hodem 75,56 m svůj vlastní světový rekord.